# Garcinia leggeae
Garcinia leggeae är en tvåhjärtbladig växtart som beskrevs av W.E.Cooper. Garcinia leggeae ingår i släktet Garcinia och familjen Clusiaceae. Inga underarter finns listade i Catalogue of Life.